# Riferimento proiettivo
In matematica, e più precisamente in geometria proiettiva, un riferimento proiettivo è una struttura, simile a quella di base per gli spazi vettoriali, che permette di assegnare ad ogni punto di uno spazio proiettivo delle coordinate omogenee.

## Definizione
Sia {\displaystyle \mathbb {P} (V)} uno spazio proiettivo di dimensione {\displaystyle n} (cioè {\displaystyle V} ha dimensione {\displaystyle n+1}). Un riferimento proiettivo è una collezione di {\displaystyle n+2} punti in {\displaystyle \mathbb {P} (V)}
{\displaystyle P_{0},P_{1},\ldots ,P_{n+1}\,\!}
tali che nessun sottoinsieme di {\displaystyle n+1} di questi punti è contenuto in un iperpiano.

## Proprietà

### Dal riferimento alla base
Un riferimento proiettivo identifica una base dello spazio vettoriale {\displaystyle V} in modo unico, a meno di un fattore moltiplicativo {\displaystyle \lambda } (non nullo applicato a tutti i vettori della base). Tramite la base, è quindi possibile scrivere ogni vettore di {\displaystyle V} in coordinate, e quindi ogni vettore di {\displaystyle \mathbb {P} (V)} in coordinate omogenee.
Più precisamente, indicando con {\displaystyle p} la proiezione
{\displaystyle p\colon V\to \mathbb {P} (V),}
vale il fatto seguente:
Esiste una base {\displaystyle v_{0},\ldots ,v_{n}} di {\displaystyle V} tale che 
{\displaystyle p(v_{0})=P_{0},\ldots ,p(v_{n})=P_{n},\ p(v_{0}+\ldots +v_{n})=P_{n+1}.}
Ogni altra base con questa proprietà è del tipo {\displaystyle \lambda v_{0},\ldots ,\lambda v_{n}}, per qualche {\displaystyle \lambda } in {\displaystyle K}.
Per il loro ruolo, i punti {\displaystyle P_{0},\ldots ,P_{n}} sono detti punti fondamentali e {\displaystyle P_{n+1}} è il punto unità.
I punti fondamentali non sono sufficienti a determinare una base a meno di un solo fattore {\displaystyle \lambda } globale: per questo scopo è necessario considerare anche il punto unità.

### Dalla base alle coordinate omogenee
Tramite la base {\displaystyle v_{0},\ldots v_{n}}, ogni vettore {\displaystyle v} di {\displaystyle V} è descrivibile tramite le sue coordinate, determinate dalla relazione 
{\displaystyle v=a_{0}v_{0}+\ldots a_{n}v_{n}.}
Le coordinate di {\displaystyle v} sono quindi {\displaystyle (a_{0},\ldots ,a_{n})}. È quindi possibile assegnare alla sua proiezione {\displaystyle p(v)} le coordinate omogenee
{\displaystyle [a_{0},\ldots ,a_{n}].}
Il fattore di arbitrarietà {\displaystyle \lambda } nella scelta della base non influisce nel risultato: infatti la base {\displaystyle \lambda v_{1},\ldots ,\lambda v_{n}} fornisce le coordinate
{\displaystyle \left[{\frac {a_{0}}{\lambda }},\ldots ,{\frac {a_{n}}{\lambda }}\right]}
equivalenti alle precedenti, poiché omogenee.
Le coordinate omogenee dei punti {\displaystyle P_{0},\ldots ,P_{n+1}} risultano essere quindi rispettivamente
{\displaystyle {\begin{bmatrix}1\\0\\\vdots \\0\end{bmatrix}},{\begin{bmatrix}0\\1\\\vdots \\0\end{bmatrix}},\ldots ,{\begin{bmatrix}0\\0\\\vdots \\1\end{bmatrix}},{\begin{bmatrix}1\\1\\\vdots \\1\end{bmatrix}}}

## Esempi

### Retta proiettiva
In una retta proiettiva, un sistema proiettivo necessita di tre punti distinti {\displaystyle P_{0},P_{1}} e {\displaystyle P_{2}}, le cui coordinate saranno quindi rispettivamente {\displaystyle [1,0],[0,1]} e {\displaystyle [1,1]}.

### Piano proiettivo
In un piano proiettivo, un sistema proiettivo necessita di quattro punti {\displaystyle P_{0},P_{1},P_{2}} e {\displaystyle P_{3}}. Per ipotesi, tre di questi quattro punti non devono mai giacere su una stessa retta, cioè non devono essere allineati. Le loro coordinate saranno rispettivamente {\displaystyle [1,0,0]}, {\displaystyle [0,1,0]}, {\displaystyle [0,0,1]} e {\displaystyle [1,1,1]}.